# 指极星
指极星是指北斗七星中的天璇与天枢两颗星。通过天璇与天枢联线的五倍延长线可找到北极星。

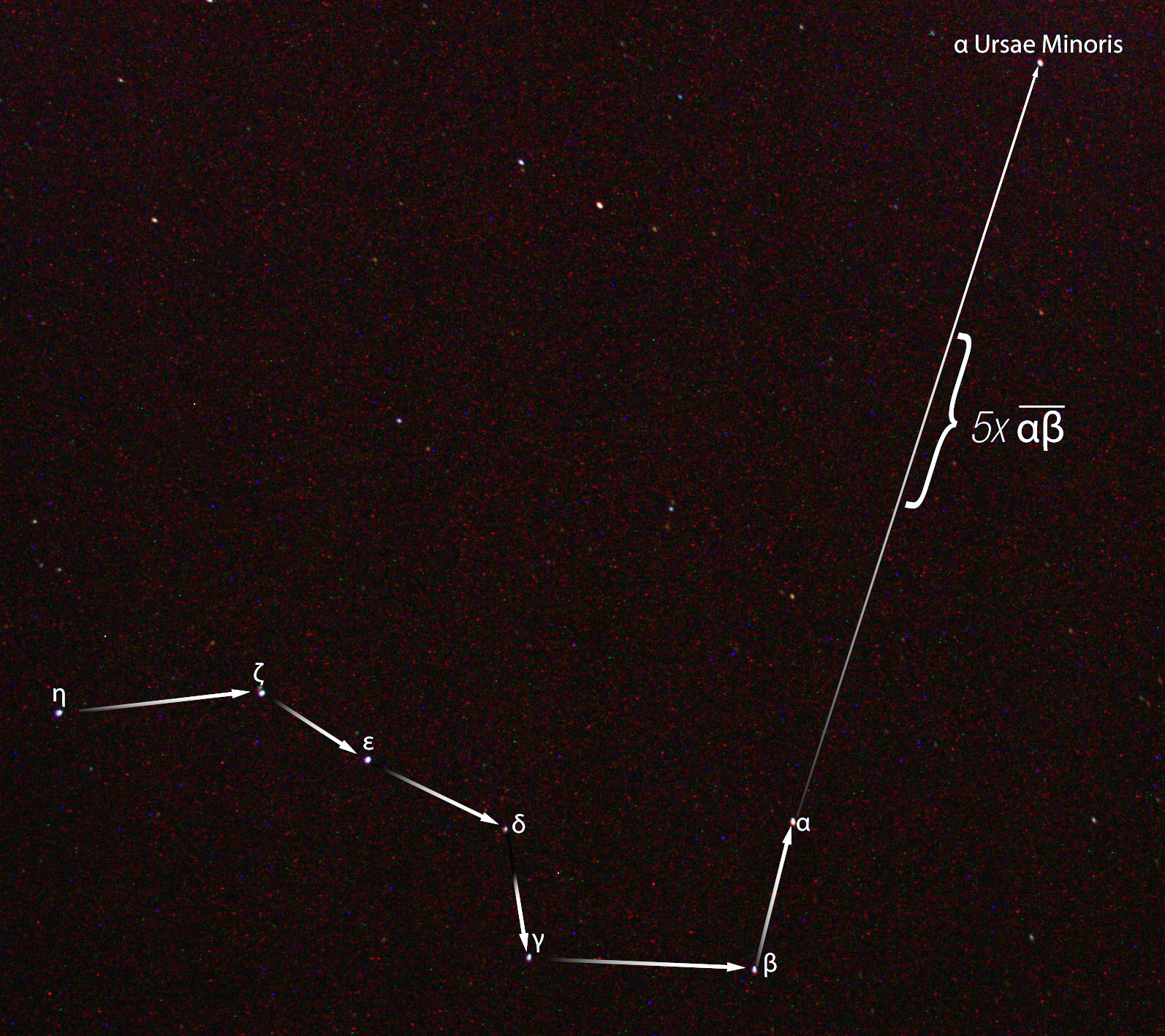
指极星联线的延长线指向北极星（勾陈一）